# Lixophaga orbitalis
Lixophaga orbitalis là một loài ruồi trong họ Tachinidae.